# Plan Huston
Pour les articles homonymes, voir Huston.
Le Plan Huston est un rapport de 45 pages écrit par l'assistant de la Maison-Blanche Tom Charles Huston en 1970, pendant le premier mandat du président Nixon. Son existence fut rendue publique lors des audiences du United States Senate Watergate Committee présidée par Sam Ervin faisant suite au scandale du Watergate. 

## Contexte

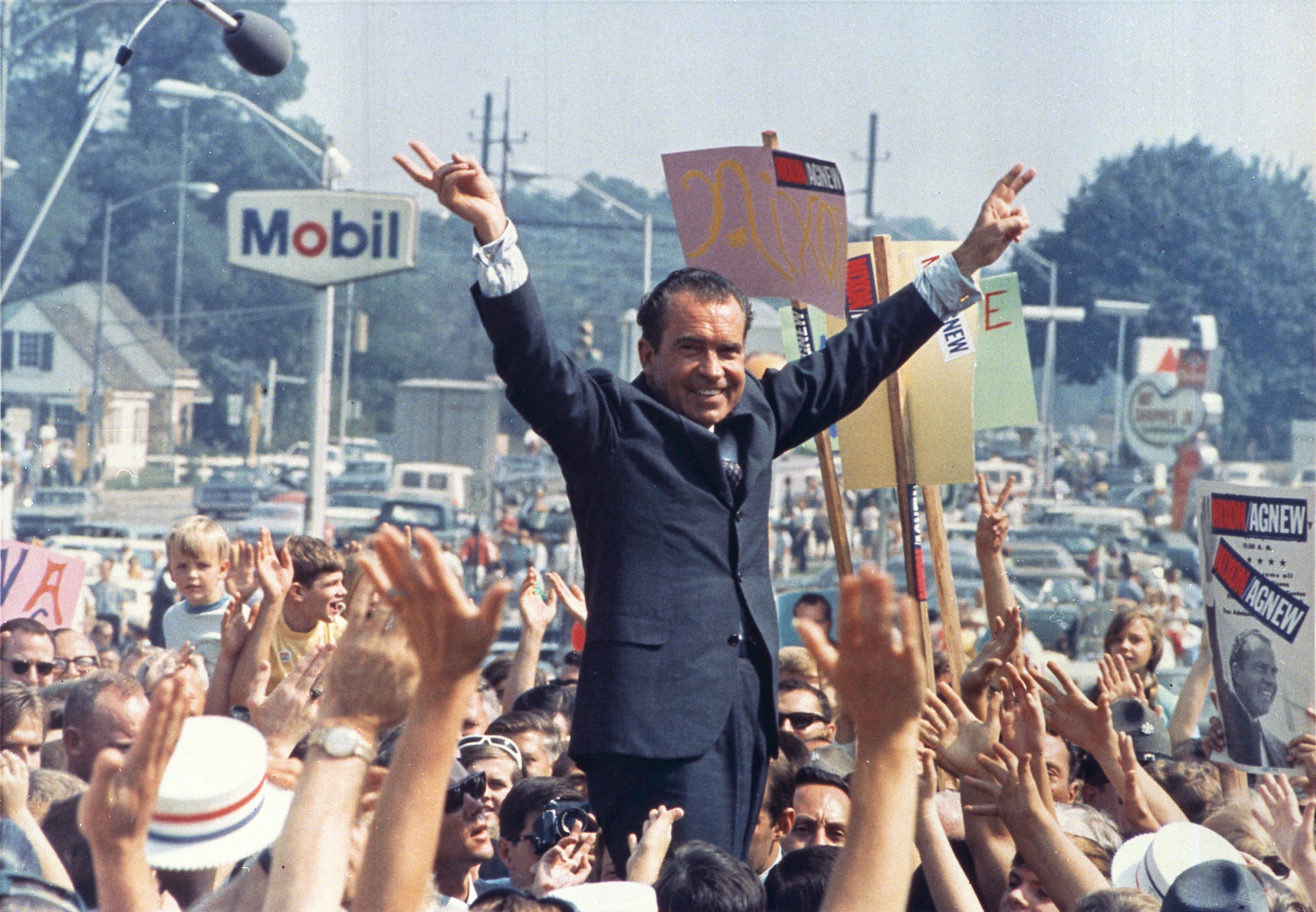
Richard Nixon lors de la campagne électorale de 1968.

Ce rapport fut créé à l'initiative du président Richard Nixon, qui souhaitait plus de coordination du renseignement intérieur dans le domaine de la collecte d'informations sur la gauche radicale et le mouvement pacifiste en général. Huston avait été affecté comme homme de liaison de la Maison-Blanche auprès du Comité inter-agences sur le renseignement (ICI), un groupe présidé par J. Edgar Hoover, alors directeur du FBI. Huston travailla en étroite collaboration avec William C. Sullivan, l'assistant de Hoover, à l'élaboration des options énumérées dans le document qui allait devenir connu sous le nom Plan Huston.
Entre autres choses, le plan prévoyait des entrées par effraction, des écoutes électroniques illégales et l'ouverture du courrier des « radicaux ». À une époque, il a également appelé à la création de camps dans les États occidentaux où les manifestants s'opposant à la guerre seraient détenus.
Vers la mi-juillet 1970, Nixon ratifia les propositions et elles furent soumises comme document aux administrations du FBI, de la Central Intelligence Agency (CIA), de la Defense Intelligence Agency (DIA) et de la National Security Agency (NSA).

## Opposition du FBI et mise en œuvre
Après en avoir reçu copie, J. Edgar Hoover s'opposa au plan et obtint le soutien de John Mitchell, procureur général des États-Unis de l'époque. Richard Nixon annula le plan. Malgré la décision finale par le président de révoquer le plan Huston, plusieurs de ses dispositions ont été quand même mises en œuvre par les agences de renseignement.
Après le Plan Huston, le FBI a abaissé l'âge des informateurs sur les campus, élargissant ainsi la surveillance des étudiants américains, comme originellement demandé par le plan Huston. En 1971, le FBI a rétabli la surveillance du courrier et a continué à soumettre des noms pour le programme d'ouverture du courrier de la CIA.

## Découverte et investigation
Lorsque les détails du plan Huston furent connus au cours des audiences du Watergate, celui-ci fut considéré comme une partie de ce que le procureur général Mitchell appelé « Les horreurs de la Maison Blanche » (White House Horrors). Ces horreurs comprennent l'unité des plombiers, la proposition de faire brûler la Brookings Institution, le cambriolage de 1971 du bureau du psychiatre de Daniel Ellsberg (le responsable de la fuite des Pentagon Papers), la création d'une liste d'ennemis de la Maison-Blanche, et l'utilisation de l'Internal Revenue Service pour punir les dissidents déclarés "ennemis".
Le plan Huston a également été étudié par le United States Senate Select Committee to Study Governmental Operations with Respect to Intelligence Activities, présidé par le sénateur démocrate Frank Church en 1975.

### Documents et liens externes
- (en) Auditions de la Commission Church sur le Plan Huston